# Глупые жёны
«Глупые жёны» (англ. Foolish Wives) — американский эротический художественный фильм Эриха фон Штрогейма, автора сценария, режиссёра и исполнителя главной роли. Фильм создан на киностудии «Юнивёрсал» в 1922 году; включён в Национальный реестр фильмов. Является одним из первых цветных фильмов (ряд цветных вставок, раскрашенных вручную художником Густавом Броком).

## История создания
Третий по счёту фильм Эриха фон Штрогейма, как и два предыдущих, снимался на киностудии «Юнивёрсал»; Штрогейм приступил к съёмкам в июле 1920 года и закончил их в июне 1921-го, что для того времени было необычно долго. Ещё шесть месяцев занял монтаж фильма. Премьера «Глупых жён» состоялась в январе 1922 года; по официальному сообщению руководства студии, бюджет фильма превысил миллион долларов и составил сумму, рекордную для того времени (Штрогейм считал её завышенной).
Штрогейм дал своему герою странное для русского человека имя: Владислав Сергиус, — подруги при этом называют его Сержем, и, хотя Карамзин ненастоящий граф, в СССР этот фильм шёл под названием «Отпрыск благородного рода».

## Сюжет
Действие происходит в Монте-Карло. Главный герой (его играет Штрогейм) — белоэмигрант, авантюрист, выдающий себя за графа Карамзина, с двумя подругами, якобы княгинями, коих он выдаёт за своих кузин, живёт на роскошной вилле и изыскивает различные способы добывания денег: играет в казино, пользуясь положением в обществе, сбывает фальшивые ассигнации; сочетая приятное с полезным, соблазняет богатых женщин (в чём ему также по мере сил помогают «кузины») и теми или иными способами вымогает у них деньги или драгоценности. Кроме «кузин», у Карамзина есть служанка, на которой он уже много лет обещает жениться.
Компанию привлекают драгоценности жены американского консула в Монако, но соблазнить её, в силу различных, порою комических обстоятельств, Карамзину никак не удаётся. В конце концов он заманивает доверчивую женщину в свой дом и, поведав трагическую историю о долге чести, не выплатив который, он, как дворянин, окажется вынужден пустить себе пулю в лоб, получает от неё крупную сумму. Разочарованная служанка, у которой Карамзин незадолго перед тем выманил все сбережения (ведь он, «всё отдавший своей стране», оказался выброшен за кордон без средств к существованию) из ревности поджигает дом, — Карамзину и жене консула едва удаётся спастись.

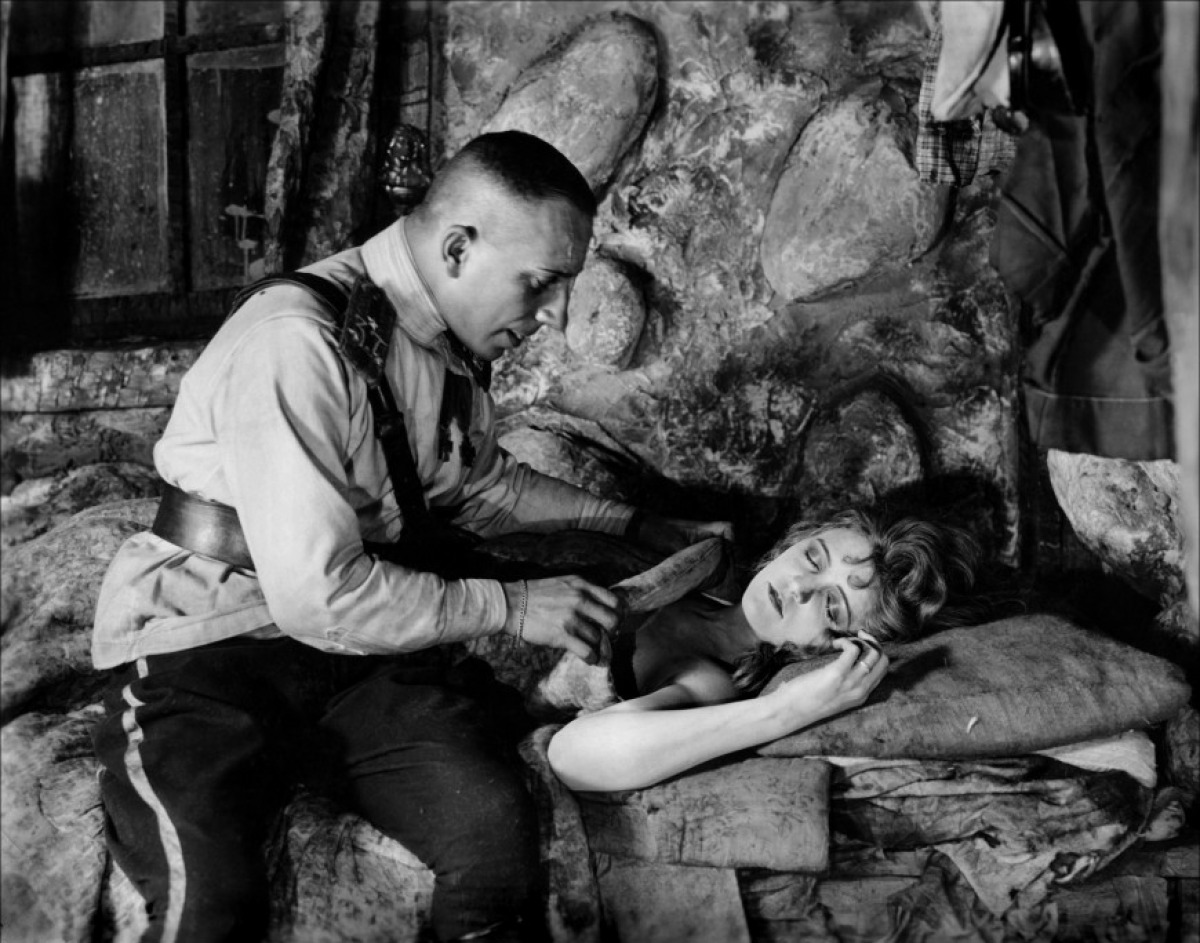
Граф Карамзин — Эрих фон Штрогейм

Компанией давно интересуется полиция, надо бежать из города, но у любвеобильного «графа» ещё осталось одно незавершённое дело: он давно положил глаз на слабоумную дочь своего сообщника — фальшивомонетчика. Застав Карамзина в спальне дочери, фальшивомонетчик убивает его и сбрасывает труп в канализацию.

## Художественные особенности
По ходу съёмок фильма в Голливуде Штрогейм снискал себе славу исключительного расточителя. Всегда отличавшийся вниманием к деталям, Штрогейм весьма достоверно воссоздал в фильме Монте-Карло, привлёк сотни статистов, истратив немалые деньги на костюмы и роскошные декорации.
Изначально чёрно-белый, фильм позже был «раскрашен» с помощью тонирования: отдельные эпизоды предстают то в коричневых, то в голубых, то в розовых тонах; особенно красочной получилась сцена пожара.
Жорж Садуль в своей «Истории киноискусства», называет «Сумасбродные жёны» первым шедевром режиссёра и в целом превосходным фильмом, в котором  штрогеймовское «пристрастие к деталям превратилось здесь в подлинную манию»: «Заговорили о „расточительности“ Штрогейма. Но исключительный материальный успех „Сумасбродных жён“ побудил заправил Голливуда временно забыть о грехах постановщика». В первоначальной версии картина демонстрировалась в течение пяти часов, но затем фильм был сокращён, и в этом варианте его длительность составляла три с половиной часа. По мнению французского киноведа, уже в этом фильме «натуралистическое неистовство безраздельно овладевает» режиссёром, которому хочется буквально всё показать, при этом Штрогейм взирает на человечество с характерным для него горьким пессимизмом:

Но в своей страстной критике представителей высших классов, вырождающейся аристократии и разбогатевших плутократов он проявляет больше презрения, чем негодования. Эта критика окрашена жалостью, даже сентиментальностью; увечье, болезнь, искренняя любовь, соблазненная девушка, даже самое уродство расцветают в штрогеймовском аду трогательным голубым цветком. Это и отличает «гуманизм» Штрогейма (по выражению итальянского критика Уго Казираги) от того всё отрицающего высокомерного анархизма, проповедником которого вскоре становится фон Штернберг.
— Жорж Садуль

## В ролях

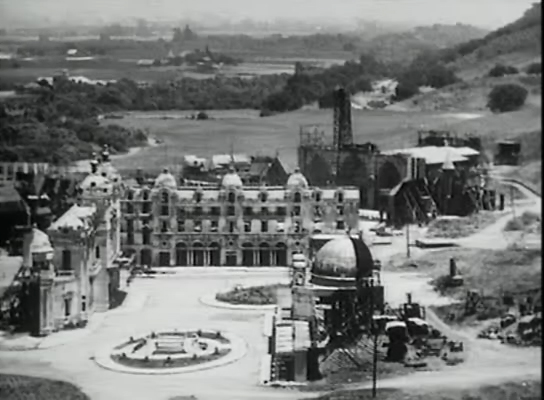
«Глупые жёны». Декорации

| Актёр             | Роль                             |
| ----------------- | -------------------------------- |
| Эрих фон Штрогейм | граф Карамзин                    |
| Мод Джордж        | кузина Ольга Печникова           |
| Мэй Буш           | кузина Вера Печникова            |
| Рудольф Кристианс | американский посол               |
| Мисс ДюПонт       | жена посла                       |
| Дэйл Фуллер       | служанка Маруська                |
| Чезаре Гравина    | фальшивомонетчик Чезаре Вентуччи |
| Харрисон Форд     | солдат                           |
| Найджел Де Брулир | монах                            |

## Съёмочная группа
- Эрих фон Штрогейм — режиссёр и автор сценария
- Уильям Х. Дэниелс — оператор
- Бен Ф. Рейнолдс — оператор
- Зигмунд Ромберг — композитор
- Ирвинг Тальберг — продюсер

В 1999 году фильм был озвучен музыкой Андраса Хамари.